# Колестирамин
Колестирамин — лекарственное средство обладающие гипохолестеринемическим действием. По химическому составу представляет собой сополимер стирола и дивинилбензола, содержащий четвертичные аммониевые группы.

## Фармакологическое действие
Связывает в кишечнике желчные кислоты, образуя нерастворимые комплексы, выводящиеся с фекалиями. Уменьшает всасывание жирных кислот и холестерина, стимулирует синтез желчных кислот из холестерина в печени (по механизму обратной связи). Снижает уровень ЛПНП и холестерина в крови, уменьшает отложение желчных кислот в собственно коже. У больных с гиперлипопротеинемией II типа (особенно IIa типа) понижает уровень холестерина и ЛПНП. При частичной обструкции желчевыводящих путей снижает содержание желчных кислот в сыворотке, уменьшает их отложение в дермальной ткани и ослабляет зуд. Терапевтический эффект проявляется в течение первого месяца. Для его поддержания необходимо длительное лечение. Продолжительное применение может нарушать пищеварение (всасывание жиров, витаминов A, D, K), провоцировать кровоточивость (гипопротромбинемия) и снижать содержание фолиевой кислоты в сыворотке и эритроцитах.

## Показания
Первичная гиперхолестеринемия (повышение содержания ЛПНП), профилактика атеросклероза и его осложнений (в т.ч. при коронарной болезни сердца, инфаркте миокарда), зуд при частичной непроходимости желчных путей.

## Противопоказания
Гиперчувствительность, полная обструкция желчевыводящих путей, фенилкетонурия, беременность (и подозрение на неё).

### С осторожностью
Кормление грудью (обязателен отказ от грудного вскармливания).

## Побочные действия
Запор, боль и дискомфорт в области живота, повышенное газообразование в кишечнике, тошнота, рвота, понос, изжога, анорексия, диспепсия, панкреатит, стеаторея, раздражение кожи, кожные высыпания, повышение либидо. При продолжительном лечении — гиперхлоремический ацидоз, понижение свертываемости крови, геморроидальные кровотечения, кровотечения из язвы желудка, двенадцатиперстной кишки.

### Передозировка
Основная вероятная опасность — непроходимость желудочно-кишечного тракта.

## Способ применения и дозы
Внутрь, перед едой (содержимое одного пакетика высыпают в стакан, добавляют воду, сливки или сок в количестве 60–80 мл, перемешивают и выпивают спустя 10 мин — чтобы порошок адсорбировал достаточное количество жидкости и суспензия была однородна). Взрослым — от 1 до 6 пакетиков в день; детям дозировку подбирают индивидуально.

## Взаимодействие
Снижает всасывание фенилбутазона, варфарина, хлортиазида, тетрациклина, пенициллина G, фенобарбитала, тироксина, дигиталиса (рекомендуется применять эти препараты через 4–6 ч после приема колестирамина).

## Меры предосторожности
Необходим периодический контроль уровня триглицеридов, холестерина и протромбина крови. Во время лечения следует употреблять повышенное количество жидкости.